# Bpost
Bpost (estilizado bpost), también conocido como Belgian Post Group, es la empresa belga responsable del envío de correo. El grupo postal belga es uno de los mayores empleadores civiles de Bélgica. Proporciona una gama de servicios postales, mensajería, comercialización directa, banca, seguros y electrónicos en un mercado europeo altamente competitivo. La sede está ubicada en Bruselas en Muntcenter (Bisschopsstraat).
Antes de 2010, se conocía como De Post en neerlandés  y La Poste en francés, que significa El Correo en español.